# Ajda Smrekar
Ajda Smrekar, slovenska gledališka in filmska igralka; *24. marec 1985, Novo mesto.
Leta 2004 se je vpisala na Fakulteto za družbene vede in leta 2011 diplomirala iz komunikologije, tržnega komuniciranja in odnosov z javnostmi. Vzporedno se je leta 2009 vpisala na študij dramske igre na AGRFT. Intenzivno se je ukvarjala tudi s plesom in v jazz baletu nastopala na številnih tekmovanjih ter prejela več nagrad doma in v tujini.V gledališču je prvič nastopila leta 2006, ko je v Mestnem gledališču ljubljanskem (MGL) nastopila v plesni vlogi Dekleta iz kluba Kit Kat v mjuziklu Kabaret. Prvo širšo televizijsko prepoznavnost si je ustvarila v telenoveli Televizije Slovenija Strasti vlogo Nike. Od leta 2013 je zaposlena v MGL. Leta 2019 je vodila Emo.

## Zasebno
Ajda Smrekar je v zvezi s slovenskim igralcem Sebastijanom Cavazzo.

## Filmi
- Morje v času mrka, 2008
- Nad mestom se dani (študentski film), vloga Lare, 2012
- Pot v raj, vloga Lučke, 2014
- Idila, vloga Žive, 2015
- Gajin svet, vloga učiteljice saksofona, 2018
- Gajin svet 2, učiteljica saksofona in Petrova partnerka, 2022
- Kapa, Lučkina mama, 2022

## Serije
- V imenu ljudstva (vloga Nike 2020−2023)
- Ena žlahtna štorija (vloga Zale, 2015–2017)
- Čista desetka (vloga Vesne, 2012–2013)
- Strasti (vloga Nike, 2008)

## Nagrade
- 2012 – Severjeva nagrada za igralsko stvaritev študenta dramske igre AGRFT za vlogo Kasije v predstavi Julij Cezar
- 2012 – zlatolaska za vlogo Lare v študentskem filmu Nad mestom se dani Blaža Završnika